# 兵庫県立リハビリテーション中央病院
兵庫県立リハビリテーション中央病院（ひょうごけんりつ りはびりてーしょん ちゅうおうびょういん、英語: Hyogo Prefectural Central Rehabilitation Hospital）は兵庫県神戸市西区の兵庫県立総合リハビリテーションセンター内にある医療機関。兵庫県の外郭団体である兵庫県社会福祉事業団が指定管理者として運営する公立病院（都道府県立病院）である。その名の通り、リハビリテーション医療の専門病院であるが、後述の経緯から小児病棟も設置している。

## 沿革
兵庫県立リハビリテーション中央病院は、1969年（昭和44年）10月1日に県政百年記念事業の一環として兵庫県立玉津寮（1946年に設置された、海外引揚者及び戦災者の応急援護施設）に隣接して設置されたリハビリテーションセンターの附属病院として94床で開設された。その際、兵庫県立玉津寮はリハビリセンターと統合され「兵庫県玉津福祉センター」に改組された。
1992年（平成4年）4月1日、「兵庫県玉津福祉センター」は「兵庫県立総合リハビリテーションセンター」に改称、附属病院は許可病床300床の「兵庫県立リハビリテーション中央病院」として移転開設された。
2008年（平成20年）には病院・肢体不自由児施設であった兵庫県立のじぎく療育センター（所在地は西区北山台。220床）の閉鎖（本院への機能移転）に伴い、小児部門「小児リハ」及び「子どもの睡眠と発達医療センター」が開設された（病床数30床）。

## 診療科等
診療科
- 内科
- 脳神経内科
- リウマチ科
- 整形外科
- 泌尿器科
- リハビリテーション科
- 小児整形
- 小児睡眠・発達障害
- 麻酔科

院内部門（特筆すべきもののみ）
- リハビリ療法部
  - 理学療法科
  - 作業療法科
  - 言語聴覚療法科
  - 臨床心理科/音楽療法
  - 小児部門
  - 卒後研修プログラム
- 医療福祉相談室
  - 医療ソーシャルワーカー

センター機能
- 人工関節センター
- 子どものリハビリテーション・睡眠・発達医療センター

## 指定・認定
指定医療機関等
- 保険医療機関
- 労災保険指定医療機関
- 生活保護法指定医療機関
- 結核指定医療機関
- 指定自立支援医療機関
- 原子爆弾被爆者一般疾病指定医療機関
- 臨床研修指定病院

施設認定等
- 日本医療機能評価機構認定病院
- 日本整形外科学会認定研修施設
- 日本糖尿病学会認定教育施設
- 日本神経学会教育施設
- 兵庫県神経難病医療ネットワーク支援事業専門協力病院
- 日本リウマチ学会教育施設
- 日本泌尿器科学会専門医教育施設
- 日本泌尿器科学会排尿機能検査実地見学推薦施設
- 日本リハビリテーション医学会研修施設
- 日本麻酔科学会麻酔科認定病院

## 兵庫県立総合リハビリテーションセンター
当院は兵庫県における保健・医療・福祉の総合施設である兵庫県立総合リハビリテーションセンターの中核施設であり、病院のほか以下の施設が一体となって運営されている。いずれも当院と同じく社会福祉法人兵庫県社会福祉事業団が指定管理者として管理運営にあたっている。兵庫県社会福祉事業団の法人本部も当センター内に置かれている。兵庫県立のじぎく特別支援学校が所管する、「おおぞらのいえ」入所者用の分校や病弱児訪問学級が当センター内にある。
- 福祉のまちづくり研究所
福祉用具やリハビリテーション支援技術等の研究開発、安全・安心まちづくり、すまいづくり支援等の研究等を行い、その研究成果の情報発信に努める。障害者総合支援法や労働者災害補償保険法に基づく補装具製作施設として義手・義足・装具の製作修理事業や、福祉用具の展示棟も行う。
- 職業能力開発施設
障害者の雇用・就業、自立の促進を目的として、全県を対象に様々な事業を展開する。
- 地域ケア・リハビリテーション支援センター
医療、福祉に関する様々な相談にワンストップで対応し、一般的・専門的な相談支援を実施する。訪問看護ステーションや在宅ケアステーションから在宅サービスの提供、市町の地域包括支援センターからの相談への対応・支援も行う。
- 障害者スポーツ交流館
アリーナ及びトレーニングジム等からなる、県下で初の障害者優先スポーツ施設である。スポーツ教室の開催や、障害者スポーツ指導、各種競技役員の派遣、ボランティアの育成等の事業を行う。
- 障害児入所施設「おおぞらのいえ」
閉鎖された兵庫県立のじぎく療育センターの後継施設である。施設内の兵庫県立のじぎく特別支援学校おおぞら分教室とともに幼小一貫教育を行う。過去には中学部・高等部も分教室にあったが、スクールバスによるのじぎく特別支援本校への通学に変更となった。通所事業として就学前の児童を対象に発達支援事業のサービスも提供する。
- 救護施設「のぞみの家」
- 多機能型事業所「あけぼのの家」
- 障害者支援施設「自立生活訓練センター」

## 交通アクセス
公共交通機関
- 西日本旅客鉄道（JR西日本）神戸線/山陽本線「明石駅」・山陽電鉄「山陽明石駅」から
  - タクシーで約15分
  - 神姫バス
    - 14番のりばから県立リハビリセンター行き乗車、終点下車すぐ
    - 3番のりばから三木・社・西神中央行き乗車、玉津曙下車 徒歩5分
- 西日本旅客鉄道（JR西日本）山陽新幹線/山陽本線「西明石駅」から
  - タクシーで約10分
  - 神姫バス
    - 1番のりばから王塚台、がんセンター経由明石駅行き乗車、県立リハビリセンター下車すぐ

自家用車
- 第二神明道路玉津インターより、国道175号を南に約2km、リハビリセンター前交差点を右折